# Parafia św. Jana Sarkandra w Częstochowie
Parafia Świętego Jana Sarkandra w Częstochowie – rzymskokatolicka parafia położona w dekanacie Częstochowa – Najświętszej Maryi Panny Jasnogórskiej, archidiecezji częstochowskiej w Polsce, erygowana w 1997. Parafia znajduje się w dzielnicy Częstochowy Gnaszyn-Kawodrza, w części Kawodrza Dolna.

## Historia
Parafię powołał ks. abp Stanisław Nowak 12 czerwca 1997 r. Jej obszar wydzielono z parafii: św. Barbary, św. Ap. Piotra i Pawła i w nieznacznym stopniu z parafii Miłosierdzia Bożego i Przemienienia Pańskiego. Najpierw zbudowano tymczasową kaplicę, w której 29 czerwca 1997 r. odprawiono pierwszą Mszę św. 19 października 1997 r. ks. abp Stanisław Nowak poświęcił tymczasową kaplicę oraz plac budowy świątyni. W latach 1998−1999 wybudowano Dom Parafialny, poświęcony przez ks. abp Stanisława Nowaka 26 października 1999 Kościół według projektu mgr inż. Ziemowita Domagały wybudowano w latach 2002–2007. W 2011 r. zakończono prace przy elewacji zewnętrznej kościoła wykonanej z cegły klinkierowej.

## Proboszczowie parafii[3]
| imię i nazwisko     | daty urzędowania |
| ------------------- | ---------------- |
| ks. Jarosław Ginter | 1997–2015        |
| ks. Paweł Maciaszek | 2015–2016        |
| ks. Błażej Borówka  | od 2016          |